# Goethe-Gymnasium (Frankfurt am Main)

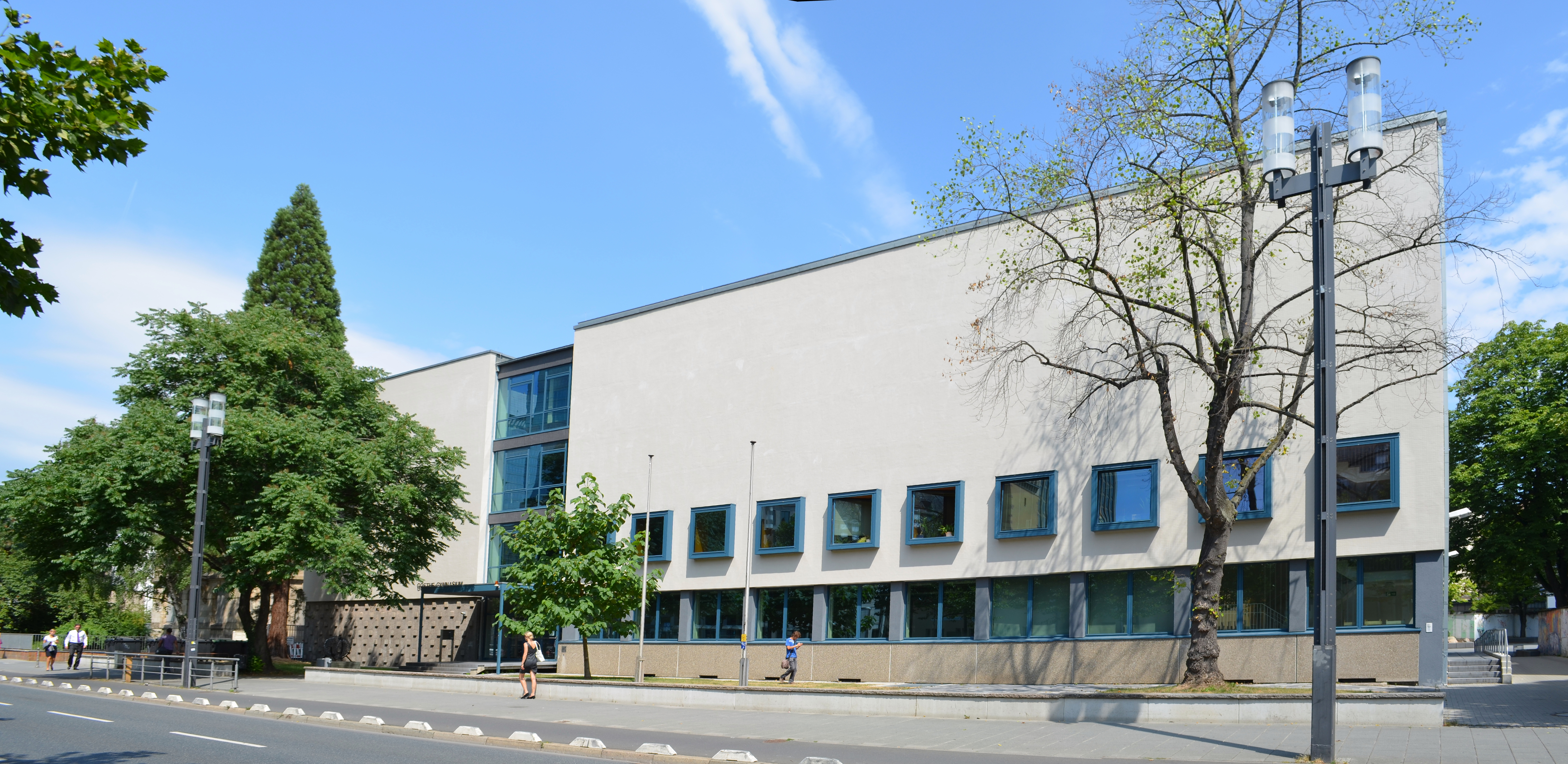
Das denkmalgeschützte Gebäude des Gymnasiums

Das Goethe-Gymnasium ist eine weiterführende Schule im Westend von Frankfurt am Main, benannt nach Johann Wolfgang von Goethe (1749–1832). Es entstand 1897 als neusprachlicher Zweig bei der Teilung des Städtischen Gymnasiums von 1520. Es gehört damit zusammen mit dem altsprachlichen Lessing-Gymnasium zu den beiden ältesten Schulen Frankfurts.

## Geschichte

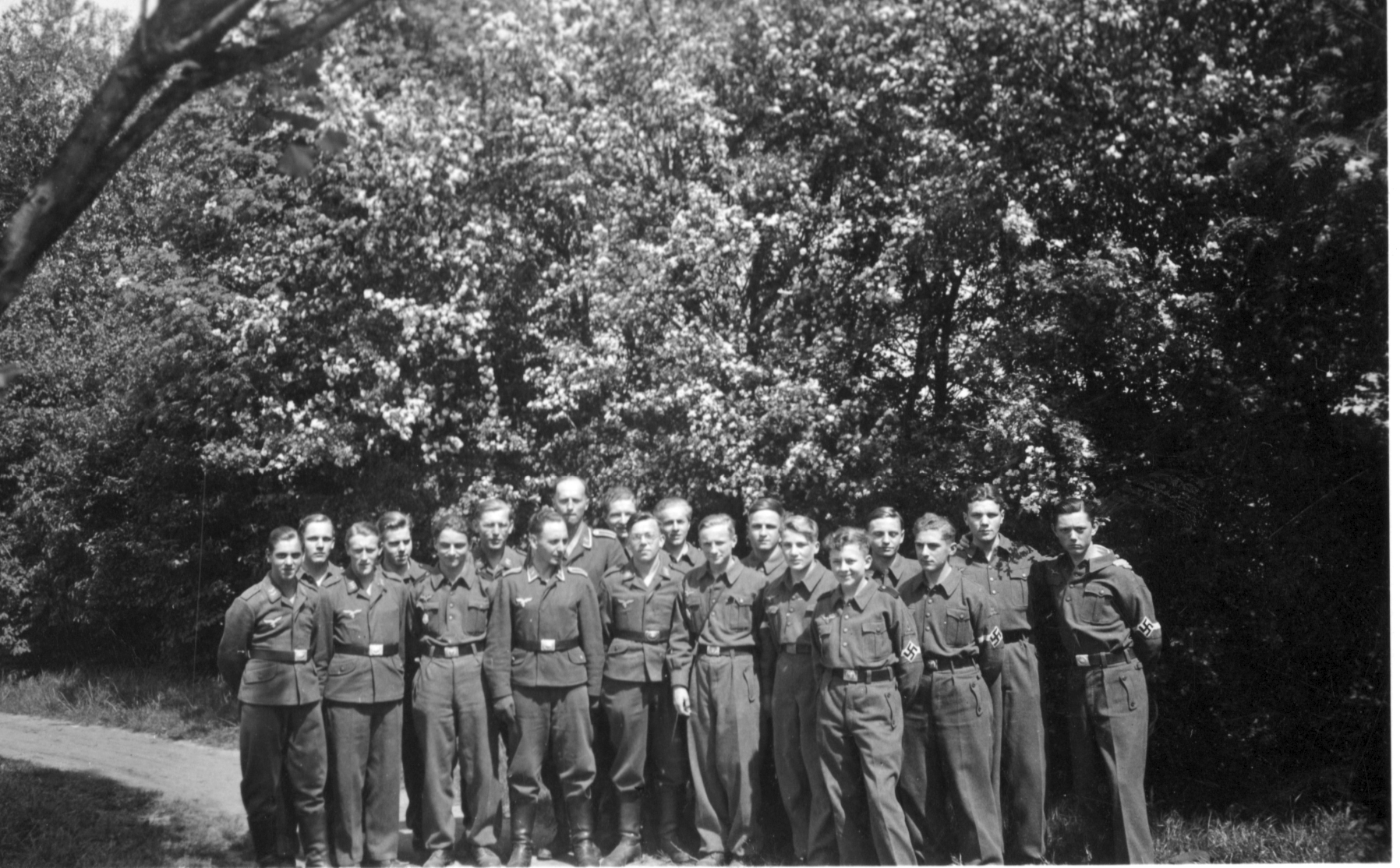
Zweiter Weltkrieg: Gruppenfoto einer siebten Klasse des Goethe-Gymnasiums, Geburtsjahrgang 1926, vollständig eingezogen im Februar 1943 und im Dienst bei einer 10,5-Zentimeter-Flakbatterie bei Frankfurt-Schwanheim

Ende des 19. Jahrhunderts wuchs die Einwohnerzahl Frankfurts rasch an und demzufolge auch die Schülerzahlen des 1520 als Lateinschule entstandenen Städtischen Gymnasiums. Die 1888 erfolgte Gründung des staatlichen Kaiser-Friedrich-Gymnasiums (heute: Heinrich-von-Gagern-Gymnasium) brachte nur kurzzeitig Entlastung.
1897 teilte sich das städtische Gymnasium daher in zwei Nachfolgeschulen auf:
- Das Lessing-Gymnasium führte am alten Ort in der Junghofstraße die Tradition des humanistischen Gymnasiums fort.
- Das Goethe-Gymnasium wurde als Reformgymnasium neu gegründet und arbeitete nach dem Frankfurter Reformlehrplan (Frankfurter Lehrplan, auch als Frankfurter Modell bekannt). Es bezog einen Neubau in der Bahnstraße (heute Friedrich-Ebert-Anlage).

Der Lehrplan des Goethe-Gymnasiums mit Französisch als erster Fremdsprache, Latein als zweiter und Griechisch bzw. Englisch als dritter wurde zum Modell für die Reform des Gymnasialwesens in Preußen. Zur Verwirklichung des Reformmodells erarbeiteten Lehrer des Goethe-Gymnasiums eigene Lehrbücher, zum Beispiel
- J. Wulff, E. Bruhn, R. Preiser: „Aufgaben zum Übersetzen ins Lateinische (Frankfurter Lehrplan)“, drei Teile, Berlin: Weidmann,
- E. Bruhn: „Hilfsbuch für den griechischen Unterricht nach dem Frankfurter Lehrplan“, zwei Teile, Berlin: Weidmann.

Erster Direktor des Goethe-Gymnasiums wurde Karl Reinhardt (1849–1923), der zuvor seit 1886 das Städtische Gymnasium geleitet hatte. Reinhardt wurde später Ministerialdirektor im preußischen Kultusministerium und 1920 bis 1923 erster Direktor des Internats Schloss Salem. Sein Nachfolger am Goethe-Gymnasium wurde Ewald Bruhn, der sich besonders durch Veröffentlichungen zur griechischen Literatur einen Namen machte. 1929 bis 1933 war Ernst Neustadt Direktor des Goethe-Gymnasiums.
Im Zweiten Weltkrieg wurde das Schulgebäude 1944 schwer beschädigt. Am 18. Dezember 1959 wurde der von den Architekten Zitter und Kempf entworfene Neubau eingeweiht.
1969 war die Schule die erste in Hessen und eine der ersten Schulen in Deutschland, die als Modellversuch zweisprachigen Unterricht einführte.

## Pädagogisches Angebot

### Sprachen
Es bietet ein vielfältiges Lehrangebot mit den Fremdsprachen Englisch, Französisch, Latein, Russisch und Japanisch.
Japanisch und Russisch können als dritte Fremdsprache gelernt und im Grundkurs bis zum Abitur belegt werden.
Die Angebote im zweisprachigen Zug beziehen sich unter anderem auf Geschichte, Geographie, Philosophie, und Biologie und Sozialwissenschaften.
Im Rahmen des International Baccalaureate besteht die Möglichkeit zu Zertifikatsprüfungen in den Fremdsprachen, in Philosophie und in den Naturwissenschaften. Seit Jahren wird ein weites Spektrum an „Advanced Placement“-Prüfungen angeboten und durchgeführt, einschließlich Prüfungen in Wirtschaft und Psychologie. Ab dem Schuljahr 2007/2008 ist das Goethe-Gymnasium eine von neun hessischen Pilotschulen für die neue europäische Exzellenzmarke für zweisprachige Schulen namens CertiLingua.
Ferner ist es am Goethe-Gymnasium möglich, dass Latein bzw. Französisch parallel zu Englisch ab der sechsten Klasse als zweite Fremdsprache belegt werden kann. Die dritten Fremdsprachen Russisch, Japanisch und Latein (wenn nicht als erste Fremdsprache) können ab der 8. bzw. 9. Klasse belegt werden.

### Musik
Das Goethe-Gymnasium ist auch eine Schule mit Schwerpunkt Musik. Neben Chor (Klassen 8-Q), Kammerchor, Chor der Klassen 5–7, Brassband, Schulband, sinfonischem Vororchester (Klassen 5–8) und Sinfonieorchester (Klassen 9-Q) wird in den vierzügigen Klassenstufen fünf und sechs die a-Klasse als Musikklasse geführt. Alle Schüler dieser speziellen Klassen lernen ein Orchesterinstrument und musizieren mehrmals wöchentlich im Klassenverband. Zugleich wird eine Beteiligung der Schüler an einem oder mehreren der oben erwähnten Ensembles von der Schule erwartet.

## Schullandheim
Das schuleigene Landheim hat eine lange Tradition. Unter den Frankfurter Gymnasien unterhält zurzeit nur das Goethe-Gymnasium ein Schullandheim. Es befindet sich bei Schmitten-Oberreifenberg im Taunus und wird von den Klassenstufen fünf und 6 zweimal im Jahr und von den Klassenstufen 7 und 9 einmal für etwa eine Woche aufgesucht. Außerdem wird es für andere schulische Aktivitäten wie zum Beispiel für intensives Vorbereiten der Schüler für die Abiturprüfungen genutzt.
1921 hatte der Verein ehemaliger Goethe-Gymnasiasten das Wirtshaus Zur Rodelbahn, das heutige Schullandheim, im Rahmen einer Zwangsversteigerung erworben. Der Kaufpreis wurde durch Spenden von Eltern und Ehemaligen aufgebracht. Im Zweiten Weltkrieg wurde das Goethe-Gymnasium im März 1944 (nach den schweren Luftangriffen alliierter Bomber auf Frankfurt am 18. und 22. März 1944) im Rahmen der Kinderlandverschickung nach Oberreifenberg verlegt. Das Schullandheim diente als Speise- und Unterrichtsgebäude. Die Unterbringung der Schüler erfolgte in den Hotels und Pensionen vor Ort (namentlich des Posterholungsheimes und der Frankfurter Hof). Im Spätsommer 1944 wurden weitere Frankfurter Schulkinder, die nach Krynica verlegt worden waren und nun vor dem Vormarsch der Roten Armee flüchten mussten, in Oberreifenberg einquartiert und in die Organisation der Goethe-Schule integriert. Am 30. März 1945 nahmen amerikanische Truppen Oberreifenberg kampflos ein. Die meisten Schüler wurden bis Mitte April nach Frankfurt zurückgeschickt. Bedingt durch die Kriegswirren verblieben einige noch in Oberreifenberg, bis die Verwandten gefunden wurden. Im Juli 1945 konnte der letzte Goethe-Schüler seinen Eltern übergeben werden.

## Schüleraustausch
- England (Anglo European School in Ingatestone)
- Frankreich (Collège Jean Renoir in Neuville sur Saône)
- Japan (Tamagawa-Gakuen, Tokyo)
- Indien (Springdales School Pusa Road in Neu-Delhi)
- Russland (Skola 887, Moskau)
- Südafrika[7]

## Bekannte Schüler
nach Geburtsjahr
- Otto Loewi (1873–1961), Pharmakologe und Nobelpreisträger für Medizin
- Richard Goldschmidt (1878–1958), Biologe und Genetiker, Abitur 1898
- Richard Koch (1882–1949), Medizinhistoriker, Abitur 1901
- Fritz Hoeber (1885–1921), Kunsthistoriker und Architekturkritiker
- Karl Freudenberg (1886–1983), Chemiker, Professor und Direktor des Chemischen Instituts der Universität Heidelberg
- Eduard Lampé (1886–1974), Internist, Abitur 1904
- Karl Reinhardt (1886–1958), Klassischer Philologe, Abitur 1905, Sohn des ersten Direktors Karl Reinhardt
- Walter Sulzbach (1889–1969), Bankier und Soziologe
- Edgar Salin (1892–1974), Ökonom, Abitur 1911
- Hermann Schmidt-Fellner (1892–1940), Unternehmer (Lurgi, Metallgesellschaft, Degussa), Abitur 1911
- Max Wronker, (1892–1966), Jurist, Kaufmann und Unternehmer (Kaufhaus Wronker), Abitur 1911
- Selmar Spier (1893–1962), promovierter Jurist, Historiker und Autor, Abitur 1911
- Eduard Bornemann (1894–1976), Altphilologe, Abitur 1913
- Wilhelm Süss (1895–1958), Mathematiker
- Leo Löwenthal (1900–1993), Literatursoziologe, Abitur 1918
- Erich Preiser (1900–1967), Ökonom, Abitur 1918
- Max Rudolf (1902–1995), Dirigent, Musikpädagoge und Musikwissenschaftler
- Wolfgang Preiser (1903–1997), Jurist, Abitur 1921
- Hellmut Bredereck (1904–1981), Chemiker und Stifter
- Hans Bethe (1906–2005), Nobelpreisträger für Physik (1967), Schüler von 1915 bis 1924
- Kurt Janthur (1908–1995), Gouverneur von Poltawa, Landrat in Büdingen, Forstdirektor
- David Eversley (1921–1995) als Ernst Carl Eduard Eberstadt, britischer Demograf
- Walter Mayer (1926–2015), Physiker, Rundfunk- und Fernsehpionier, „Notabitur“ 1944
- Lothar Zenetti (1926–2019), römisch-katholischer Theologe, Priester und Schriftsteller
- Hannes Rehm (1943–2017), Vorsitzender des Vorstandes Nord LB, Abitur 1964
- Anna Viebrock (* 1951), Bühnen- und Kostümbildnerin sowie Regisseurin
- Bernd Hontschik (* 1952), Chirurg und Autor, Abitur 1971, ehemaliger Schulsprecher
- Peter Kosta (* 1955), Professor für Slavische Sprachwissenschaft am Institut für Slavistik an der Universität Potsdam, Abitur 1976
- Jakub Abraham Fiszman (1956–1996), Unternehmer
- Michel Friedman (* 1956), Politiker und Fernsehmoderator, ehemaliger Schulsprecher
- Thomas Metzinger (* 1958), Philosoph
- Martin Liepach (* 1961), Gymnasiallehrer und promovierter Politologe
- Peter Zizka (* 1961), Designer
- Thor Kunkel (* 1963), Schriftsteller, Regisseur
- Christine Schäfer (* 1965), Sopranistin
- Tankard-Mitglieder (Thrash-Metal-Band; gegründet 1982)
- Ingrid El Sigai (* 1966), Sopranistin und Moderatorin
- Nina Bußmann (* 1980), Schriftstellerin
- Sergei Chatschatrjan (* 1985), Violinist

## Bekannte Lehrer
- Eduard Bornemann (1894–1976), Altphilologe
- Felix Bölte (1863–1943), Altphilologe, Rektor 1916 bis 1920
- Ewald Bruhn (1862–1936), Altphilologe
- Julius Frankenberger (1888–1943), Goetheforscher
- Herbert Hess (1933–2015), Musik und Geschichte
- Julius Höxter (1873–1944), Altphilologe
- Richard Preiser (1871–1945), Altphilologe
- Karl Reinhardt (1849–1923), Altphilologe und Schulreformer
- Richard Schwemer (1857–1928), Historiker
- Wilhelm Vilmar, Rektor 1912 bis 1916
- Ludwig Zenetti (1887–1975), Oberstudiendirektor, Vater des Theologen, Priesters und Schriftstellers Lothar Zenetti (1926–2019)